# 小島圭巽
小島 圭巽（こじま けいたつ、2001年6月21日 - ）は、熊本県熊本市出身のサッカー選手。QUEENLAND NPL(2部相当)、GOLD COAST KNIGHTS所属。ポジションは、ミッドフィールダー（MF）、ディフェンダー(DF)。

## 来歴
ロアッソ熊本ユース時代には、天皇杯2回戦・サガン鳥栖戦にて公式戦デビューを達成した。
2020年よりユースから昇格してロアッソ熊本に入団した。
2022年1月、おこしやす京都ACへの期限付き移籍が発表された。2022年10月26日にロアッソ熊本との契約が2022年を以て満了となることが発表された。
同年11月29日、カンセキスタジアムとちぎで行われたJリーグ合同トライアウトに出場した。
2023年1月10日、おこしやす京都ACへの完全移籍が発表された。同年末に契約満了で退団となった。
2024年シーズンはオーストラリア2部リーグに所属するQUEENSLAND NPLへの加入となっている。

## 所属クラブ
- ブレイズ熊本ジュニア（熊本市立銭塘小学校）
- ブレイズ熊本（熊本市立天明中学校）
- ロアッソ熊本ユース（熊本国府高等学校）
- 2020年 - 2022年  ロアッソ熊本
  - 2022年  おこしやす京都AC（期限付き移籍）
- 2023年  おこしやす京都AC
- 2024年 - GOLD COAST KNIGHTS

## 個人成績
| 国内大会個人成績 | 国内大会個人成績 | 国内大会個人成績 | 国内大会個人成績 | 国内大会個人成績 | 国内大会個人成績 | 国内大会個人成績 | 国内大会個人成績 | 国内大会個人成績 | 国内大会個人成績 | 国内大会個人成績 | 国内大会個人成績 |
| 年度             | クラブ           | 背番号           | リーグ           | リーグ戦         | リーグ戦         | リーグ杯         | リーグ杯         | オープン杯       | オープン杯       | 期間通算         | 期間通算         |
| 年度             | クラブ           | 背番号           | リーグ           | 出場             | 得点             | 出場             | 得点             | 出場             | 得点             | 出場             | 得点             |
| 日本             | 日本             | 日本             | 日本             | リーグ戦         | リーグ戦         | リーグ杯         | リーグ杯         | 天皇杯           | 天皇杯           | 期間通算         | 期間通算         |
| ---------------- | ---------------- | ---------------- | ---------------- | ---------------- | ---------------- | ---------------- | ---------------- | ---------------- | ---------------- | ---------------- | ---------------- |
| 2019             | 熊本             | 40               | J3               | 0                | 0                | -                | -                | 1                | 0                | 1                | 0                |
| 2020             | 熊本             | 25               | J3               | 0                | 0                | -                | -                | -                | -                | 0                | 0                |
| 2021             | 熊本             | 25               | J3               | 2                | 0                | -                | -                | 0                | 0                | 2                | 0                |
| 2022             | O京都            | 8                | 関西1部          | 14               | 0                | -                | -                | -                | -                | 14               | 0                |
| 2023             | O京都            | 8                | 関西1部          | 12               | 0                | -                | -                | -                | -                | 12               | 0                |
| 通算             | 日本             | 日本             | J3               | 2                | 0                | -                | -                | 1                | 0                | 3                | 0                |
| 通算             | 日本             | 日本             | 関西1部          | 26               | 0                | -                | -                |                  |                  | 26               | 0                |
| 総通算           | 総通算           | 総通算           | 総通算           | 28               | 0                | -                | -                | 1                | 0                | 29               | 0                |

- 2019年は二種登録選手

出場歴
- 公式戦初出場 - 2019年7月3日 天皇杯 2回戦 サガン鳥栖戦 (駅前不動産スタジアム)